# 子彈球
子彈球（英語：gyroball），是棒球投手的一種球路，其特徵是球的旋轉切面與行進方向線呈垂直，也就是如同子彈經由來福線射出後的螺旋旋轉。球以這種飛行方式前進能更加減低風阻，所以投出時的初速和進入本壘時的末速會更為接近。此球路的存在及命名最早由日本運動科學家手塚一志提出，並與科學家姬野龍太郎進行更深入的物理解析，合著了一書。
當一名右投手投出子彈球時，球路會在進壘時急速下墜並且向右打者的外角移動。且同時具有接近快速球的球速與滑球的飄移特性。
手塚一志等人指出此球路需掌握特殊的投球動作和釋球時機才有機會投出，因為很少人天生就習慣於這種投法，因此子彈球被視為在漫畫中才會出現的「魔球」。

## 著名子彈球投手
- 川尻哲郎
- 渡邊俊介
- 松坂大輔
- 佩卓·馬丁尼茲

## 相關書籍
- ：手塚一志、姬野龍太郎合著，2001年10月，ISBN 4583036728）

## 虛構人物
- 滿田拓也作品《棒球大聯盟》：茂野(本田)吾郎、眉村 健、榎本 直樹
- 陸奧利之作品《第三棒球隊》：檜 明日

## 外部連結
- 新魔球子彈球的投球動作與流程的數理解析
- 以機器再現子彈球的高速影像 （页面存档备份，存于）